# Amandine Henry
Amandine Chantal Henry (født 28. september 1989) er en fransk fodboldspiller, der spiller for Division 1 Féminine klubben Olympique Lyon og Frankrigs landshold. 